# Tuismus
Tuismus (nlt., abgeleitet von tu = du) ist ein ethischer Begriff, der von Friedrich Albert Lange (1828–1875) zur Beschreibung der ethischen Richtung eingeführt wurde, die vor allem von Ludwig Feuerbach (1804–1872) aus der Ich-Du-Beziehung entwickelt wurde. Der Tuismus wird auch als ethischer "Du-Standpunkt" bezeichnet.

## Nachweise
1. ↑  Vgl. Friedrich Albert Lange, Geschichte des Materialismus und Kritik seiner Bedeutung in der Gegenwart, Reclam, Leipzig 1866 oder Neudruck in 2 Bänden bei Suhrkamp, stw. 70, Frankfurt am Main 1974, ISBN 3-518-07670-1.
2. ↑  Vgl. Erich Satter, Feuerbachs anthropologischer Sensualismus in Divergenz zu Kant und Hegel, in: Volker Mueller (Hg.), Ludwig Feuerbach. Religionskritik und Geistesfreiheit, Angelika Lenz Verlag, Neustadt am Rübenberge 2004, S. 125.
3. ↑  Vgl. Ludwig Feuerbach Gesammelte Werke, hrsg. von Werner Schuffenhauer, Akademie Verlag, Berlin, 1967–2007, Bd. 9, S. 339.
4. ↑  Vgl. Rudolf Eisler, Wörterbuch der Philosophischen Begriffe, Zweiter Band, Ernst Siegfried Mittler und Sohn, Königliche Hofbuchhandlung, Berlin 1904, S. 533.